# NGC 7476
NGC 7476 este o galaxie situată în constelația Cocorul. A fost descoperită în 5 septembrie 1834 de către John Herschel.